# مسرشميت مي 310
مسرشميت مي 310 (Messerschmitt Me 310) نموذج أولي لطائرة مقاتلة ثقيلة ألمانية في الحرب العالمية الثانية. كان المشروع يهدف إلى إنقاذ طائرة مي 210 التي كانت تعاني من مشاكل ديناميكية هوائية. 

## التصميم والتطوير
كان من المفترض أن يكون التسليح هو نفسه الموجود في طائرة مي 210 أيه-1: مدفعان أم جي 151/20  عيار 2 ملم ومدفع أم جي 151/20 عيار 7.92 ملم، ومدفعان عيار 7.92 ملم مم (.312 في) مدفع رشاش MG 17، واثنان يتم التحكم فيهما عن بعد ويطلقان النار من الخلف 13 مم (.51 في) الرشاشات MG 131 .
تم بناء طائرة واحدة عن طريق تحويل Me 210 V13 (الرمز GI+SQ ). كانت تحتوي على قمرة قيادة مضغوطة وكانت مدعومة بمحركين بقوة 1380 حصان. (1850 كيلوواط) محركات اسطوانات خطي دايملر-بنز دي بي 603 أيه. طارت طائرة Me 310 لأول مرة في 11 سبتمبر 1943، ولكن تم إلغاء المشروع في وقت لاحق من نفس العام، حيث لم تظهر أي تحسن في الديناميكية الهوائية مقارنة بطائرة Me 210. أظهر النموذج الأولي اللاحق من الطائرة مسرشميت مي 410، تحسنًا كافيًا في الديناميكا الهوائية ليتم إدخاله في خط الإنتاج. 

## المواصفات (Me 310)
المعلومات من 
الخصائص العامة
- طاقم: two (pilot and gunner)
- الطول: 12.20 m (39 ft 8 in)
- باع الجناح: 17.90 m (58 ft 9 in)
- إرتفاع: 4.30 m (14 ft 1 in)
- جناح مساحتة: 37.7 m2 (406 ft2)
- الوزن محملة: 11,050 kg (24,360 lb)
- محركات: 2× Daimler-Benz DB 603A, 1,380 kW (1,850 hp)  الواحد

 الأداء 
- السرعة القصوى: 655 km/h (408 mph)
- المدى: 1,900 km (1,185 mi)
- سقف الخدمة: 11,000 m (36,000 ft)

التسليح

- رشاش: *2 × fixed, forward-firing 20 mm MG 151/20 cannons
- 2 × fixed, forward-firing 7.92 mm (.312 in) MG 17 machine guns
- 2 × rearward-firing 13 mm (.51 in) MG 131 machine guns in remote-controlled barbettes